# Nicole Vermast
Nicole Vermast (6 maart 1968) is een Nederlands voormalig wielrenster. Vermast won in 1997 het Nederlands kampioenschap. 

## Belangrijkste resultaten
1996
- 2e in Eindklassement Ster van Zeeland
- 2e in Theo Koomen Plaquette
- 1e in Vianen
- Nederlands kampioenschap tijdrijden
- 1e in Ronde van Midden-Nederland
- 1e in Varik

1997
- 2e in Eindklassement GP Boekel
- 1e in 2e etappe Ster van Zeeland
- 1e in 4e etappe Ster van Zeeland
- 1e in Eindklassement Ster van Zeeland
- 3e in Omloop der Kempen
- Nederlands kampioenschap op de weg
- 1e in Zuidland

1998
- 1e in 4e etappe Ster van Zeeland
- 3e in Ronde rond het Ronostrand
- 2e in Proloog Greenery International
- 3e in Eindklassement Greenery International
- 1e in 1e etappe GP Boekel
- 3e in 2e etappe GP Boekel
- 1e in Eindklassement GP Boekel